# Avulsiefractuur
Een avulsiefractuur  is een fractuur ontstaan door grote trekkracht van een pees aan het bot. Doordat de pees meer trekkracht kan verdragen, zal eerder een stuk bot afscheuren dan de pees.